# Diecezja Wilcannia-Forbes

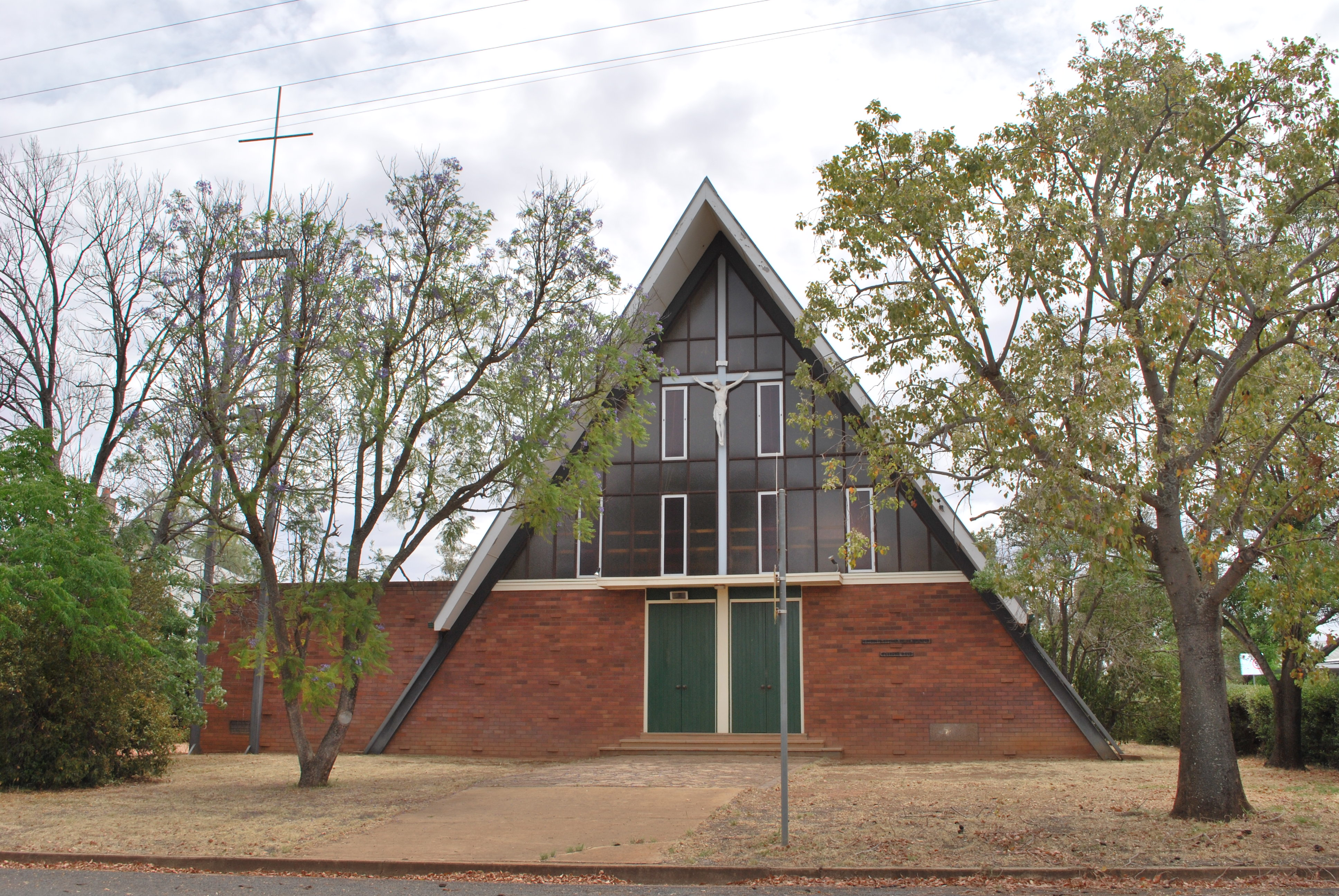
Kościół św. Michała w Trundle, siedziba jednej z parafii należących do diecezji

Diecezja Wilcannia-Forbes – diecezja Kościoła rzymskokatolickiego w metropolii Sydney. Została erygowana 10 maja 1887 jako diecezja Wilcannia. Zmiana nazwy na obecną nastąpiła 28 lipca 1917 roku.
Kuria biskupia znajduje się w miasteczku Forbes, natomiast katedra diecezjalna zlokalizowana jest w odległym o ok. 750 km Broken Hill.